# Hispañola (stripreeks)
Hispañola is een fantasystripreeks geschreven en getekend door Fabrice Meddour. De reeks bestaat uit vier verhalen, waarvan het eerste deel in 1997 verscheen bij uitgeverij Arboris. Van de serie zijn alleen exemplaren met zachte kaften (softcovers) op de markt verschenen.

## Verhaal
Een groot deel van de wereldbevolking is uitgeroeid door een ziekte. Slechts een deel heeft het overleefd door hun toevlucht te vinden op een gigantische boot zo groot als een stad dat zich permanent op zee bevindt. De hoofdpersoon "Jim" is de dochter van de bouwer van dit schip is en  een van de weinigen die zich nog op het vasteland bevond toen de ramp uitbrak en die erin slaagt om het schip te bereiken, waar ze op zoek gaat naar haar vader. Ze ontdekt dat deze is overleden en dat Smollet de huidige kapitein van het schip in een hevige machtsstrijd verwikkeld is met de piraat Silver. Jim heeft ook een halfzusje Viky die eveneens aan boord is en die opgevoed is als een prinsesje. 

## Albums
| Nummer | Titel           | Collectie | Verschenen |
| ------ | --------------- | --------- | ---------- |
| 1      | Het serum       | Arboris   | 1997       |
| 2      | De Grote Stille | Arboris   | 1998       |
| 3      | Viky            | Arboris   | 1999       |
| 4      | De erfgenamen   | Arboris   | 2002       |